# Frontera (álbum)
Frontera es el sexto disco del músico uruguayo Jorge Drexler. Fue publicado en CD por el sello Virgin/ EMI en España en 1999. Este disco termina de redondear la personalidad artística del autor y cambió el rumbo de su carrera, que se abrió paso internacionalmente.

## Lista de canciones
Todas las canciones escritas y compuestas por Jorge Drexler. 
| Lado A |                      |          |  |
| N.º    | Título               | Duración |  |
| 1.     | «La edad del cielo»  | 3:19     |  |
| 2.     | «Memoria del cuero»  | 5:04     |  |
| 3.     | «Frontera»           | 3:26     |  |
| 4.     | «Río abajo»          | 3:07     |  |
| 5.     | «Corazón de cristal» | 4:13     |  |
| 6.     | «Madre tierra»       | 3:29     |  |
| 7.     | «Princesa bacana»    | 3:09     |  |
| 8.     | «Alto al fuego»      | 3:32     |  |
| 9.     | «Aquellos tiempos»   | 3:20     |  |
| 10.    | «El sur del sur»     | 3:45     |  |
| 11.    | «Camino a La Paloma» | 2:25     |  |

## Certificaciones
| País    | Organismo certificador | Certificación | Ventas certificadas | Ref.  |
| ------- | ---------------------- | ------------- | ------------------- | ----- |
| Uruguay | CUD                    | Oro           | 3 000               | [ 3 ] |